# Szaíd Benráhma
Szaíd Benráhma (arabul: رحمة محمد سعيد بن) (Aïn Témouchent, 1995. augusztus 10. –) algériai válogatott labdarúgó, aki középpályásként játszik. Az algériai labdarúgó-válogatottban és a szaúdi Neom csapatában játszik.

## Pályafutása

### Klubcsapatokban
Benráhma felnőtt labdarúgó-pályafutását a francia élvonalbeli Nice csapatánál kezdte; a Ligue 1-ban 2013. októberében debütált egy Toulouse elleni mérkőzésen. A Nice csapatában 2013 és 2018 között tizenhét bajnoki mérkőzésen lépett pályára, többnyire kölcsönben futballozott másik francia csapatoknál (Angers, Ajaccio, Châteauroux). 2018 nyarán Angliába szerződött a másodosztályú Brentford csapatához. 2020 őszén kölcsönben az élvonalbeli West Ham United csapatában szerepelt; a londoni csapat 2021 januárjában végleg szerződtette őt. A győztes 2023-as UEFA Európa Konferencia Liga-döntőben ő szerezte büntetőből a West Ham vezető találatát a Fiorentina csapata ellen.
2024. február 2-án kölcsönben szerződtette a francia Olympique Lyon vásárlásiopcióval, amit júliusban véglegesítettek is.
2025. január 31-én kölcsönben csatlakozott a szaúdi másodosztályban szereplő Neom csapatához a szezon végéig vásárlási opcióval. Július 2-án jelentették be, hogy a klub élt opciós jogával.

### Válogatott
Az algériai labdarúgó-válogatottban 2015. október 13-án debütált egy Szenegál elleni barátságos mérkőzésen. Tagja volt a 2021-es afrikai nemzetek kupáján szerepelt algériai keretnek.

## Sikerei, díjai

### Klub
- West Ham United
  - UEFA Konferencia Liga: 2022–23[7]